# Asplenium xianqianense
Asplenium xianqianense là một loài thực vật có mạch trong họ Aspleniaceae. Loài này được C.M. Zhang miêu tả khoa học đầu tiên năm 1995.